# Karl Ludwig von Biedenweg

Karl Ludwig von Biedenweg (1914)

Karl Ludwig Biedenweg, ab 1917 Freiherr von Biedenweg, (* 1. Juli 1864 in Hannover; † 5. März 1940 in Münster) war ein preußischer Verwaltungsjurist und von 1913 bis 1918 Staatsminister im Fürstentum Lippe.

## Leben
Biedenweg begann 1886 als Gerichtsreferendar und 1888 als Regierungsreferendar der Regierung in Hannover. Am 20. Juni 1891 absolvierte er die Große Staatsprüfung und wirkte ab September 1891 als Regierungsassessor am Landratsamt Tondern. Seit 1894 wirkte er an der Regierung in Lüneburg, später Hildesheim und ab 1901 als Regierungsrat beim Oberpräsidium in Schleswig. Ab 1907 war er als Oberpräsidialrat beim Oberpräsidium der Provinz Sachsen in Magdeburg tätig. Seit 1908 wirkte er als Hilfsarbeiter im Preußischen Finanzministerium, ab 1908 als Geheimer Finanzrat und Vortragender Rat sowie ab 1910 als Geheimer Oberfinanzrat.
Vom 1. Januar 1913 bis zum 9. November 1918 war Biedenweg Staatsminister des Fürstentum Lippe. Am 1. November 1918 wurde er auf Antrag von Fürst Leopold IV. in den Ruhestand versetzt. Aber am 13. November 1918 wurde er vom lippischen Volks- und Soldatenrat mit der vorläufigen Wahrnehmung der Regierungsgeschäfte beauftragt. Der Auftrag wurde zum 10. Februar 1919 widerrufen.
Biedenweg wurde 1917 in den lippischen Freiherrenstand erhoben Er war Inhaber des Lippischen Hausorden I. Klasse sowie des Großkreuzes des Ordens Heinrichs des Löwen. Seit 1919 im Ruhestand lebend, zeigte er sich bereits 1932 dem Nationalsozialismus verbunden und trat 1938 in die NSDAP ein.